# Layers of Fear
Layers of Fear est un jeu vidéo d'horreur psychologique développé et édité par le studio de développement polonais Bloober Team, sorti sur Microsoft Windows, OS X, Linux, PlayStation 4 et Xbox One le 16 février 2016 dans le monde entier. 
Dans Layers of Fear, le joueur contrôle un peintre souffrant de troubles psychiatriques qui tente de terminer son chef-d’œuvre alors qu'il déambule dans un manoir victorien avec des secrets troublants concernant la découverte du peintre. Le gameplay, présenté à la première personne, est fortement appuyé sur une histoire et tourne souvent autour de la résolution de casse-tête et de phases d'explorations. En effet, le jeu s'intensifie après chaque niveau, alors que des jump scares sont fréquents. Layers of Fear: Inheritance est sorti le 2 août 2016 dans le prolongement direct du premier jeu. Ici, le joueur contrôle la fille du peintre, le contenu téléchargeable se concentrant sur son apparente rechute dans un traumatisme après son retour dans son ancienne maison. 
Un portage définitif pour la Nintendo Switch, intitulé Layers of Fear: Legacy, est sorti le 21 février 2018 et comporte le contenu additionnel Inheritance. Une version physique limitée pour la Nintendo Switch et la PlayStation 4 en Amérique du Nord, publiée par Limited Run Games, est disponible depuis octobre 2018. En octobre 2018, une suite intitulée Layers of Fear 2 a été annoncée en 2018 et est sortie l'année suivante.

## Trame

### Univers
Situé dans les années 1920 en Angleterre, le protagoniste, dont on ne connaît pas le nom, rentre chez lui après une audience. Après avoir brièvement exploré sa maison vide, il se rend dans son atelier pour commencer à travailler sur son chef-d’œuvre. Après avoir ajouté la première couche, il commence à avoir des hallucinations au sujet de ses rencontres passées.

### Histoire
Cet homme était un jeune peintre ambitieux qui utilisait sa femme pianiste comme modèle pour sa peinture. Rapidement, sa femme est tombée enceinte et elle a eu une fille. Après l'accouchement, il a décidé de consacrer plus de temps à ses peintures, laissant son épouse seule pour élever leur enfant. Après avoir acheté un chien pour sa famille, il a commencé à avoir des problèmes d'alcool en raison du stress constant et du bruit en dehors de son atelier. Il a attaché une muselière au chien, mais il est bientôt dérangé par des rats, probablement le fruit de sa schizophrénie. Le chien a peut-être été tué par la suite.
Son talent a commencé à se dégrader lentement et sa vision de la peinture s'est déformée, et il a commencé à chasser ses amis en peignant des œuvres horribles et sanglantes pour des travaux simples, notamment une série d'illustrations pour Le Petit Chaperon rouge. Après une longue période de négligence, sa femme décida de brûler ses peintures, notamment son œuvre la plus chère, "The Lady In Black". Il était en état d'ébriété et l'a apparemment battue, la poussant à partir avec leur enfant. Il a essayé de l'appeler plusieurs fois mais n'a pas réussi à se réconcilier avec elle. Après un certain temps, il a reçu un appel lui disant qu'elle avait été grièvement blessée dans un incendie. Elle a fini par être horriblement défigurée, mais leur fille a survécu. 
Après l'incendie, il a emmené sa femme, désormais en fauteuil roulant, et sa fille à la maison pour pouvoir s'occuper d'elles. Ses problèmes d'alcool continuaient en raison de la "distraction" constante de leur présence. Après avoir retrouvé sa capacité de marcher, la femme a été encore plus négligée parce que son mari pensait qu’elle manquait de "beauté". Après que le peintre eut un nouvel emportement d'ivresse, la femme se suicida en s'ouvrant les veines des poignets dans la salle de bain. De nos jours, il est révélé qu'il était devenu fou et avait pris six parties du corps de sa femme pour travailler sur son tableau : sa peau en tant que toile, son sang en tant que couche de finition, sa moelle osseuse en tant que sous-couche, ses cheveux et son doigt pour le barbouillage et son œil en spectateur. 
Le jeu comporte trois fins différentes, chacune dépendant des actions du joueur au cours de la partie. 

### Suite
L'extension raconte l'histoire de la fille du peintre en revenant dans son enfance pour faire face à son passé. En explorant la maison détruite avec une lampe de poche, elle revit ses expériences et assiste à toute l'étendue de la tragédie qui a englouti la famille. 
Au cours de ces souvenirs remémorés, l'issue varie en fonction des actions de la fille. Celle-ci inclut des choix délibérés, tels que se diriger plus souvent vers le portrait de la mère ou du père lors de l'exploration, ce qui conduira à un dialogue mémorable dépeignant la mère ou le père, respectivement, sous un jour plus favorable. Des choix non délibérés impliquent que la fille doive effectuer des tâches dans le jeu qui entraînent souvent une interaction avec le père. Par exemple, la fille crée des œuvres d'art, où la fille peut créer des dessins enfantins avec des crayons (gagnant une désapprobation sévère de la part du père), ou où la fille peut peindre avec les suggestions du père (méritant des éloges si elle est faite correctement). Ces résultats peuvent amener la fille à considérer le père comme un homme dur qui n'a jamais voulu être protégé, ou à voir le père comme un homme attentionné qui a du mal à le montrer.

## Système de jeu
Le joueur prend le contrôle d'un artiste qui est retourné dans son atelier. Son objectif initial est de compléter son chef-d'œuvre et le rôle du joueur est de déterminer comment cette tâche doit être accomplie. Le défi provient de casse-têtes qui obligent le joueur à rechercher des indices visuels dans l'environnement. La maison semble agencée simplement au début, mais elle change au fur et à mesure que le joueur l'explore. Ces changements dans l'environnement génèrent une augmentation de la difficulté des énigmes et des jumpscares réguliers typique de ce genre de jeux vidéo. 
Le jeu est divisé en six chapitres avec divers éléments que le joueur peut trouver afin de compléter son travail. Le jeu est fortement estompé et certains objets permettent de découvrir certains aspects de l'histoire du peintre. Tout en complétant le tableau, il y a une lettre lentement assemblée qui montre l’origine de son chef-d’œuvre et des objets qui expliquent le secret du peintre à travers des flashbacks de dialogue.
Le joueur est incapable de se défendre.

## Développement
Layers of Fear est fortement inspiré de P.T., une démo du jeu vidéo annulé Silent Hills. Le jeu utilise le moteur de jeu Unity. 

### Œuvres d'art
Le jeu intègre, dans le décor du manoir où déambule le personnage principal qu'incarne le joueur, de nombreuses œuvres d'art de peintres célèbres tels que Rembrandt, Francisco de Goya ou encore Caspar David Friedrich entre autres. Les toiles ci-dessous sont ainsi visibles :

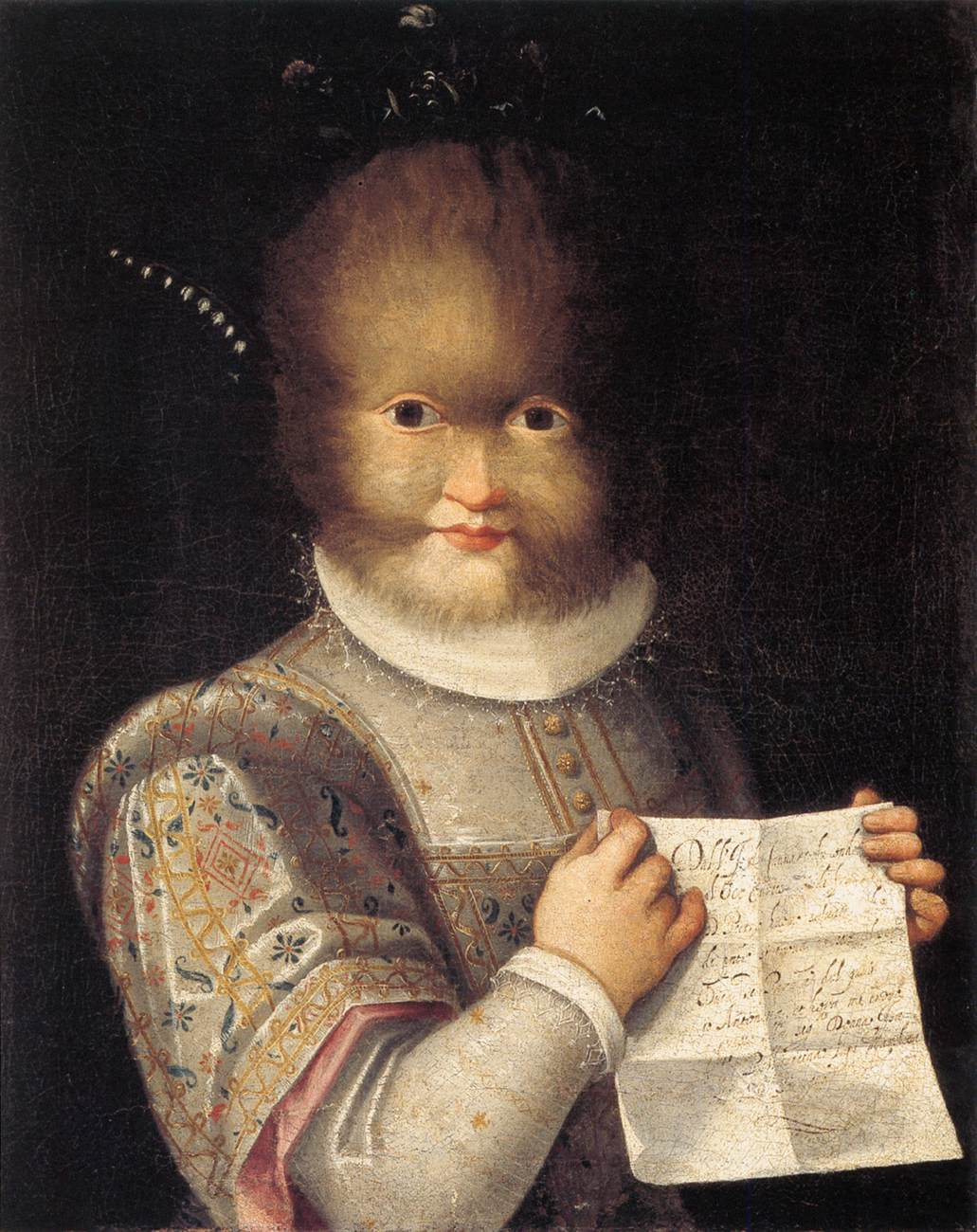
Portrait de Tognina Gonsalvus par Lavinia Fontana.
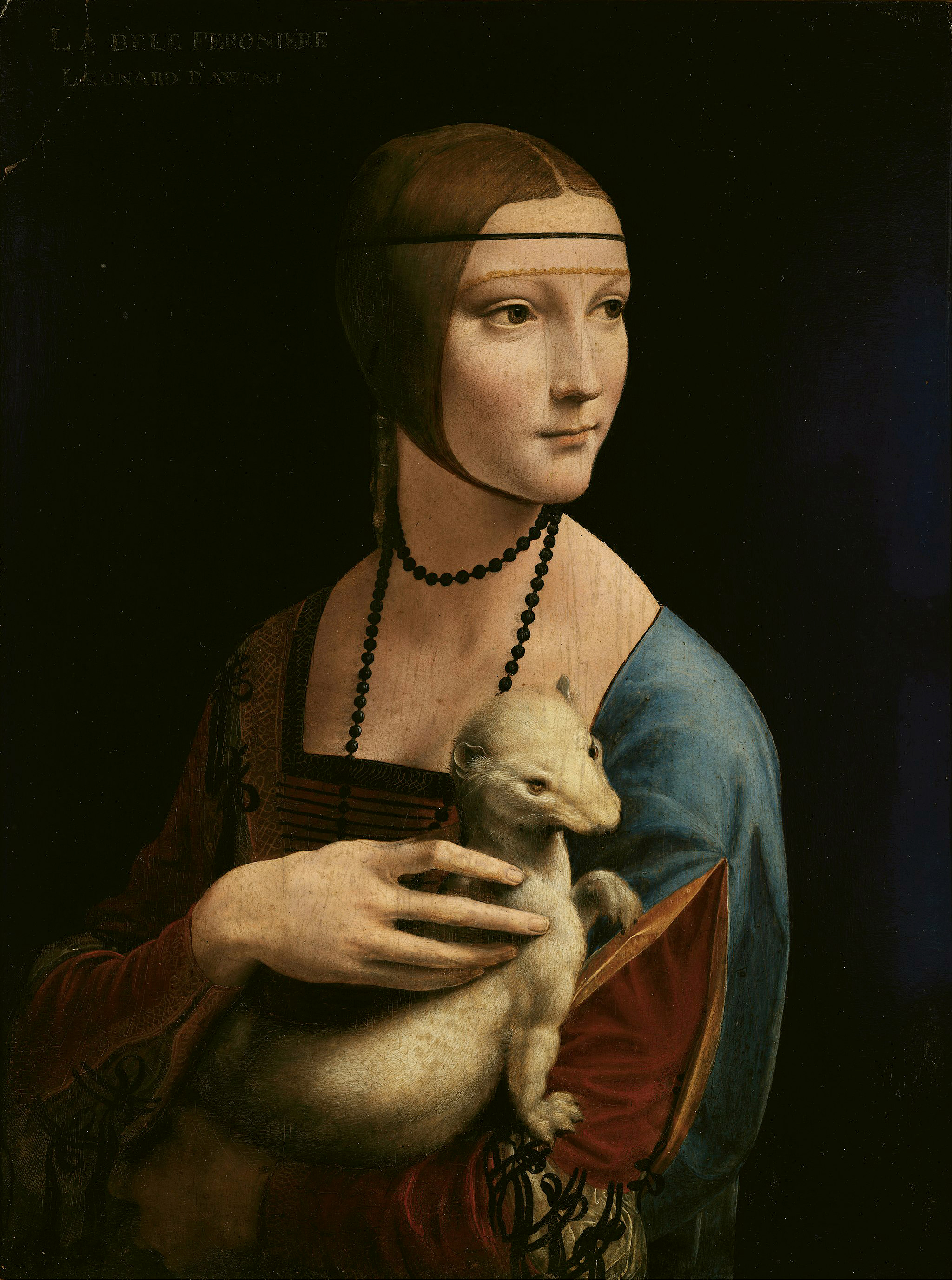
La Dame à l'hermine par Léonard de Vinci.
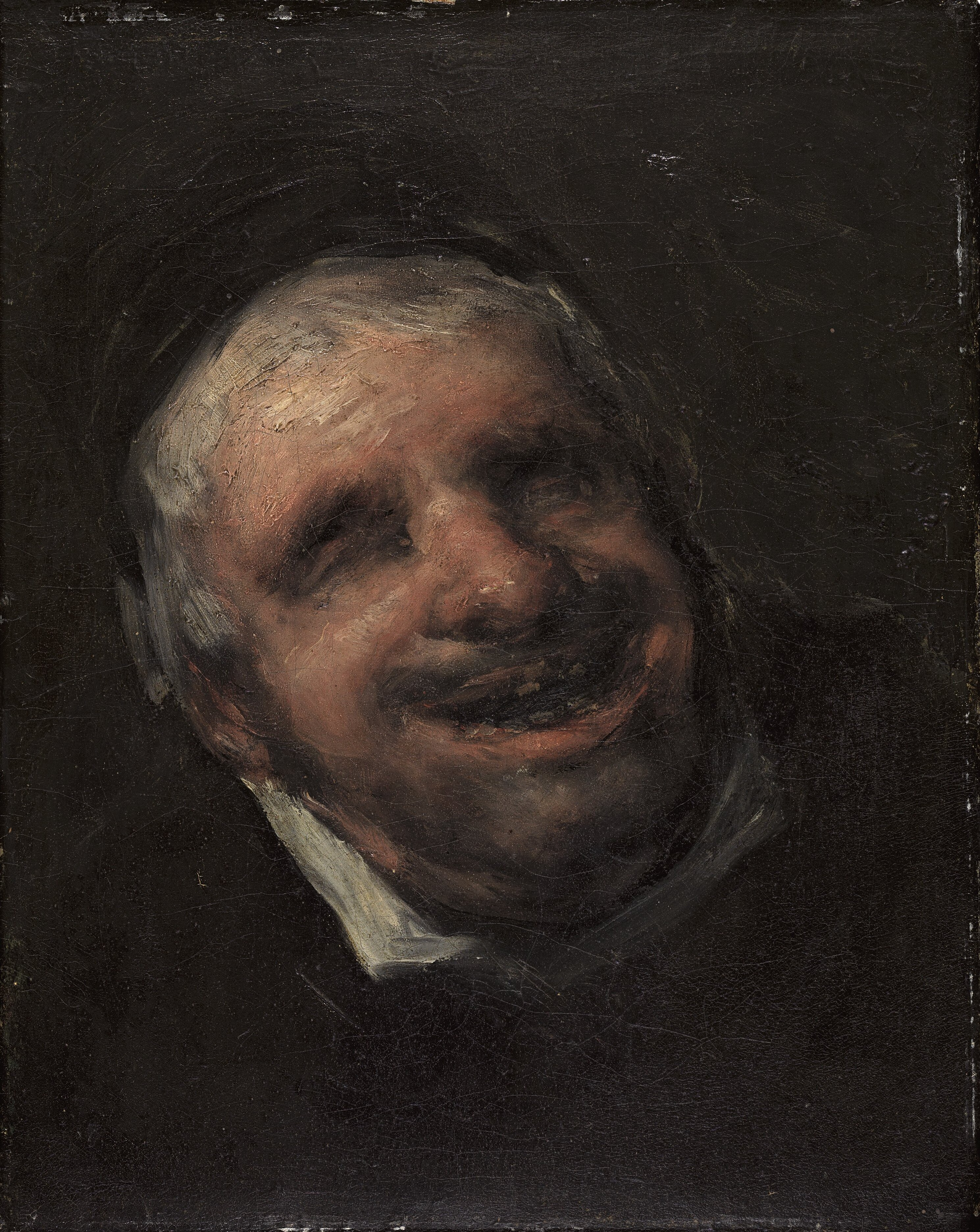
El tío Paquete par Francisco de Goya.
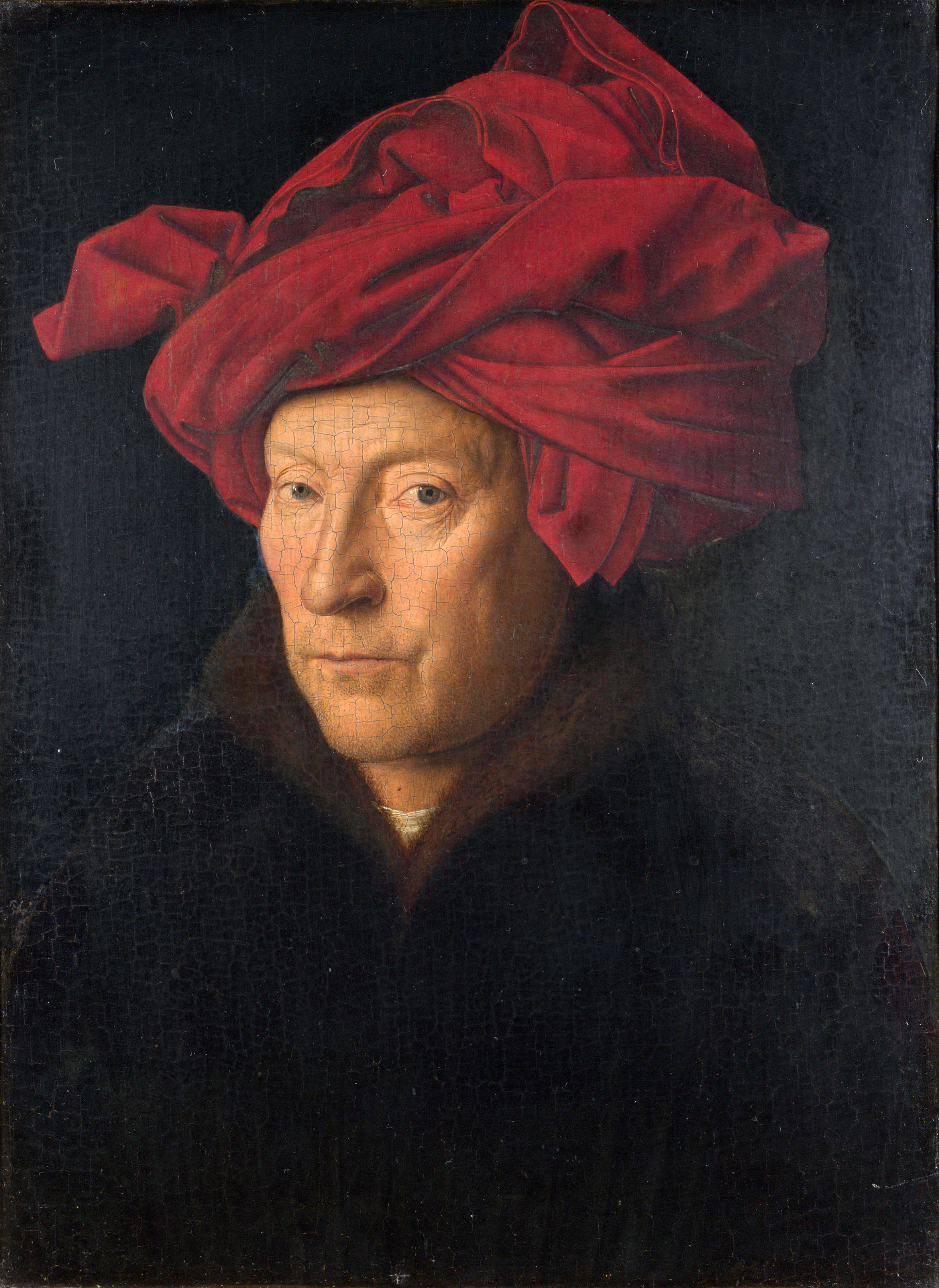
L'Homme au turban rouge de Jan van Eyck.
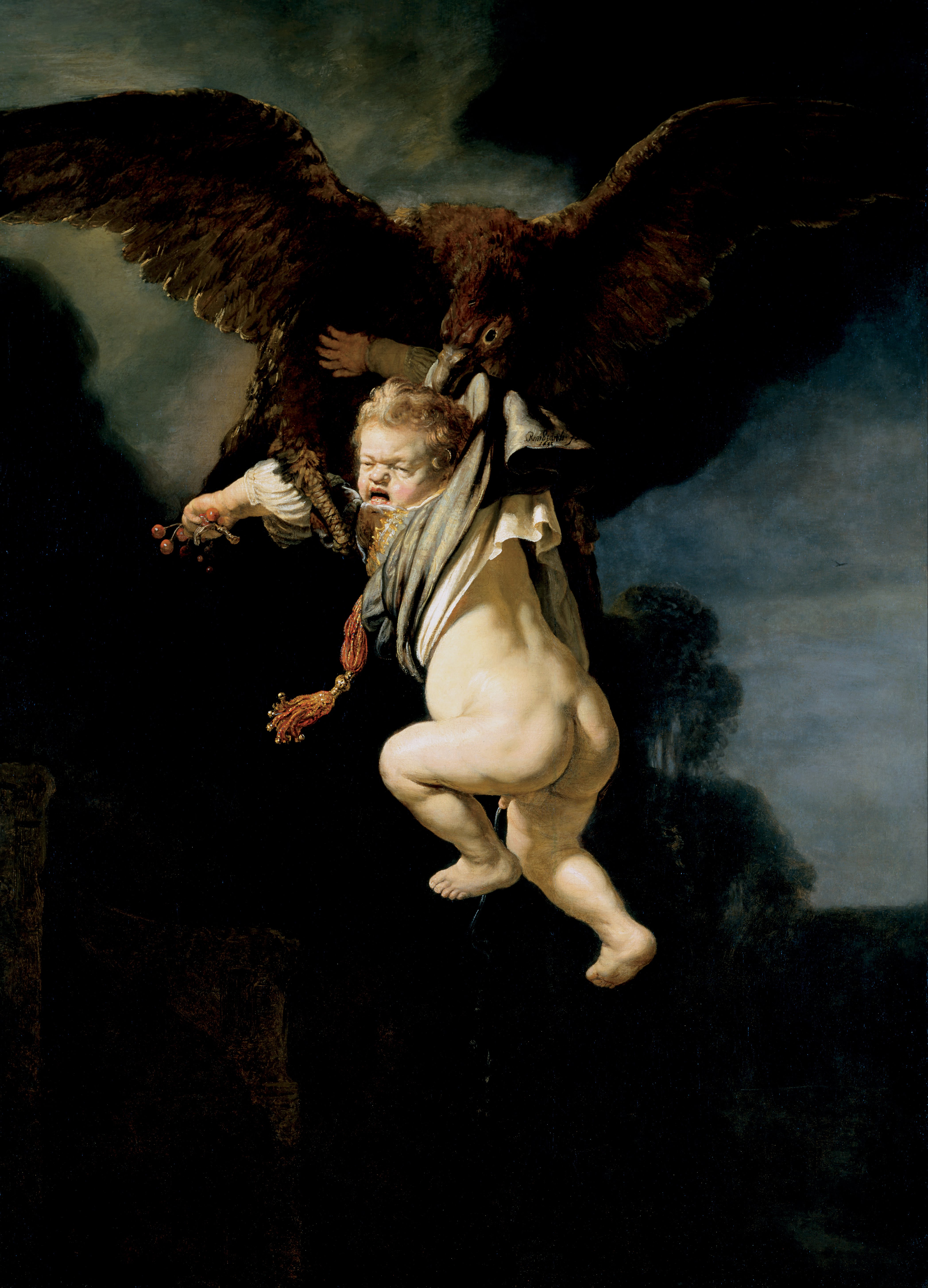
L'enlèvement de Ganymède de Rembrandt.
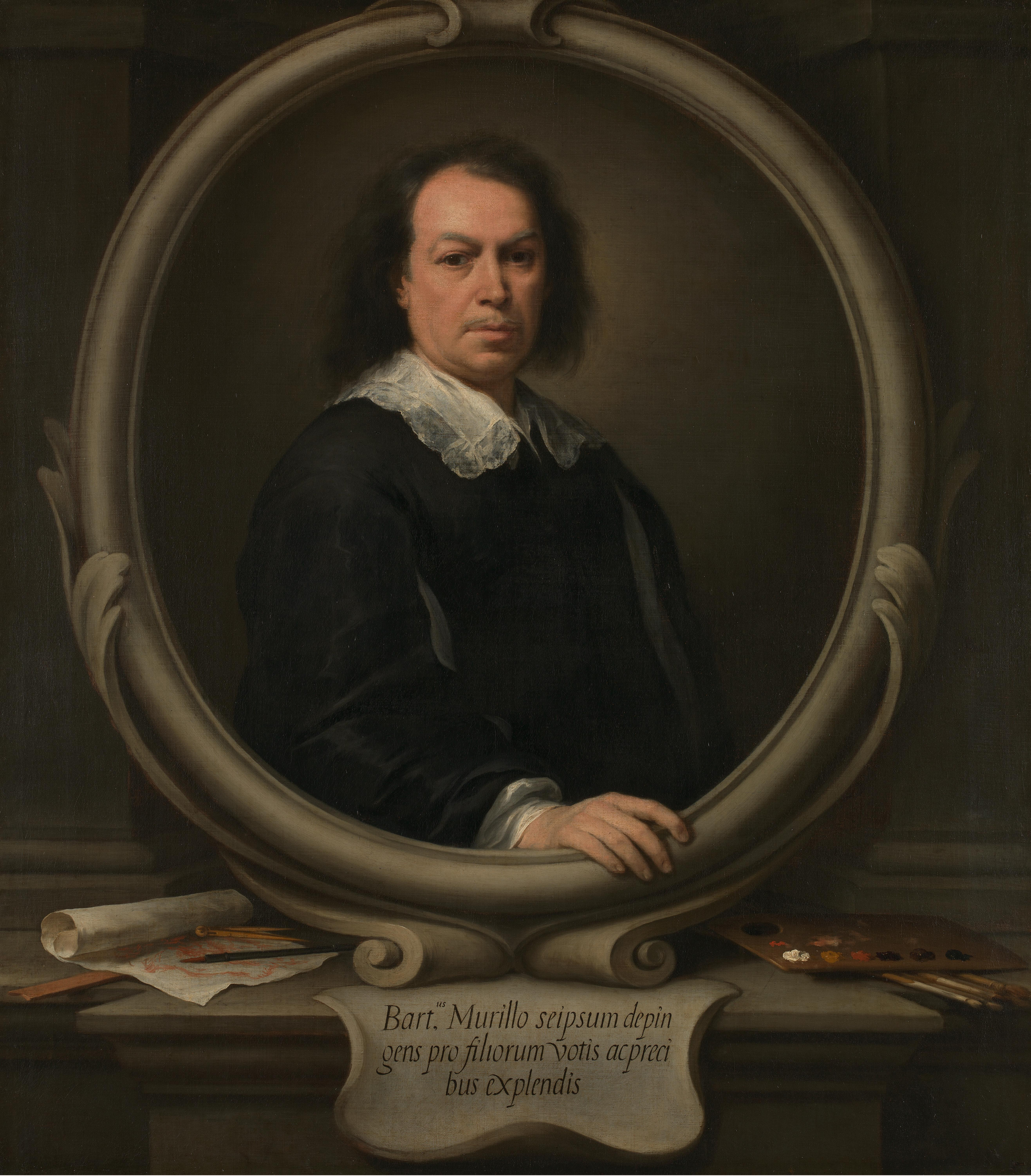
Autoportrait de Bartolomé Esteban Murillo.
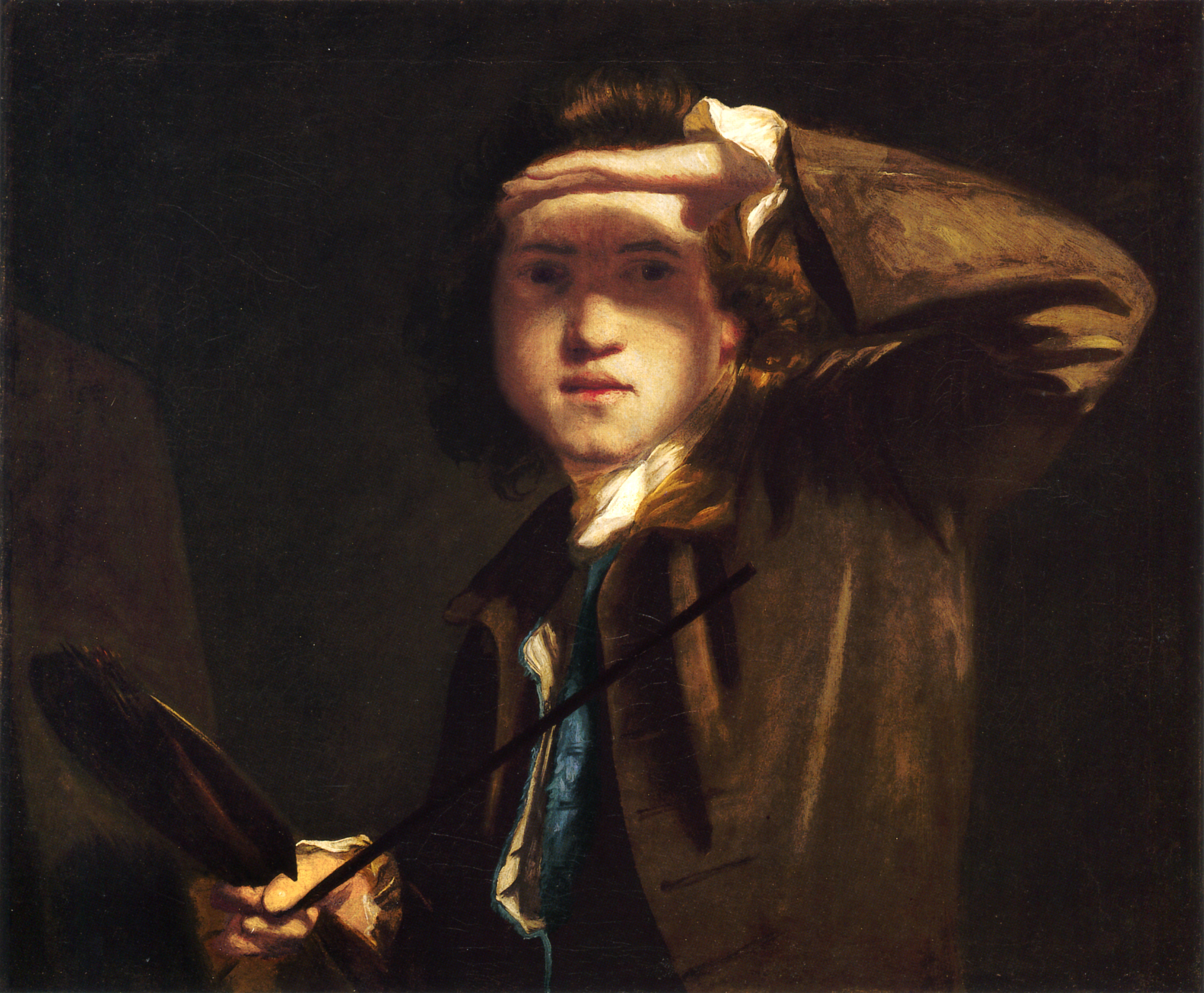
Autoportrait de Joshua Reynolds.
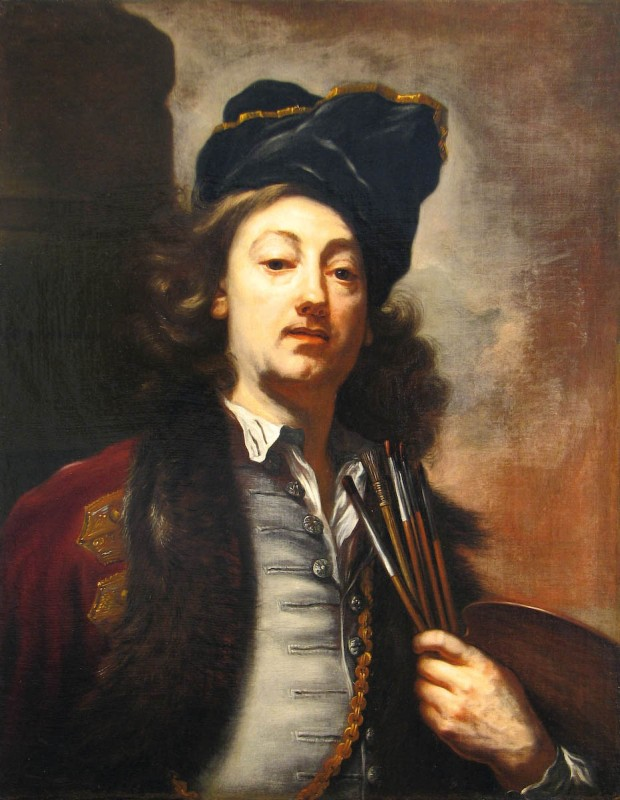
Autoportrait de Anthoni Schoonjans.
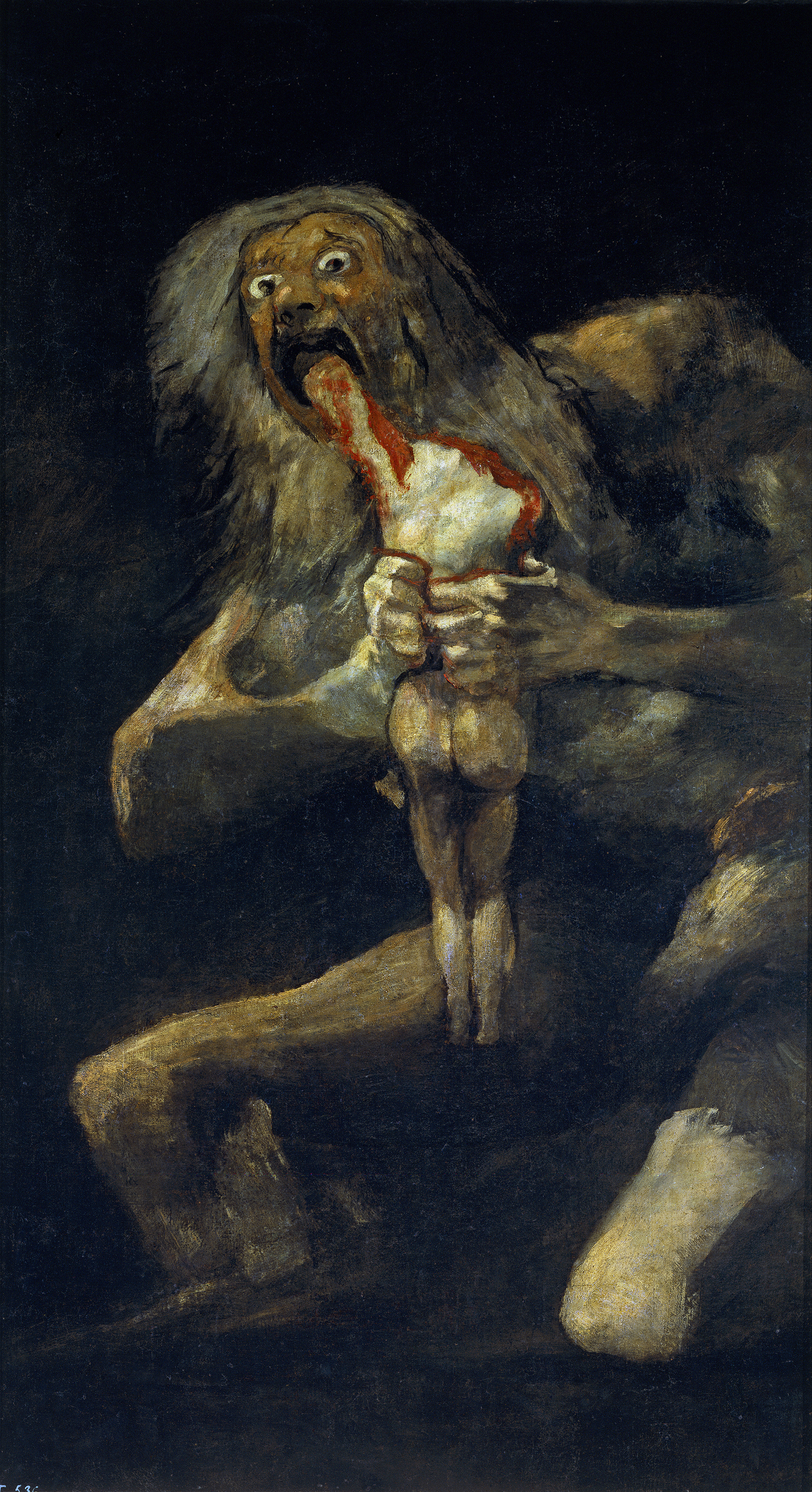
Saturne dévorant un de ses fils de Francisco de Goya.
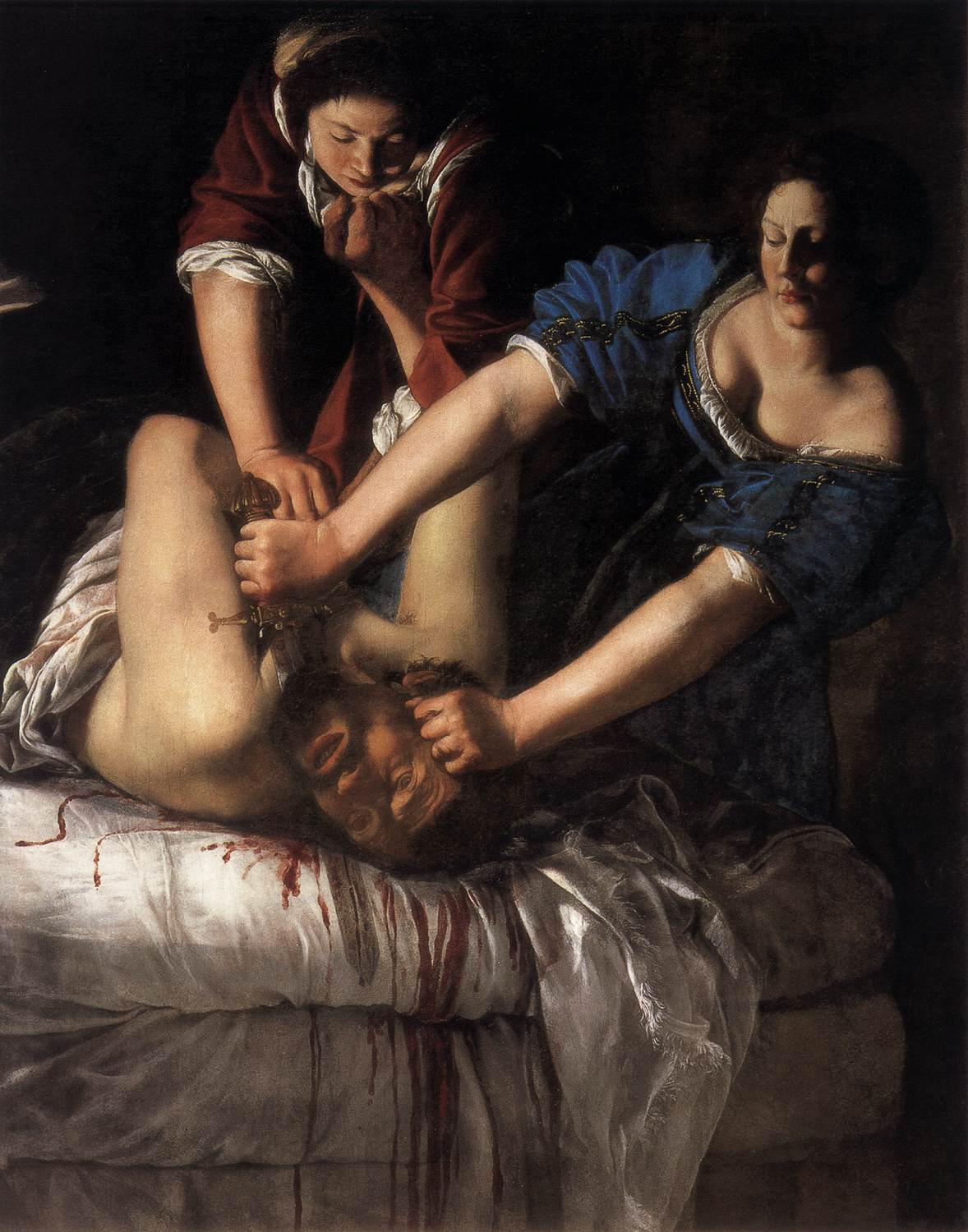
Judith décapitant Holopherne de Artemisia Gentileschi.
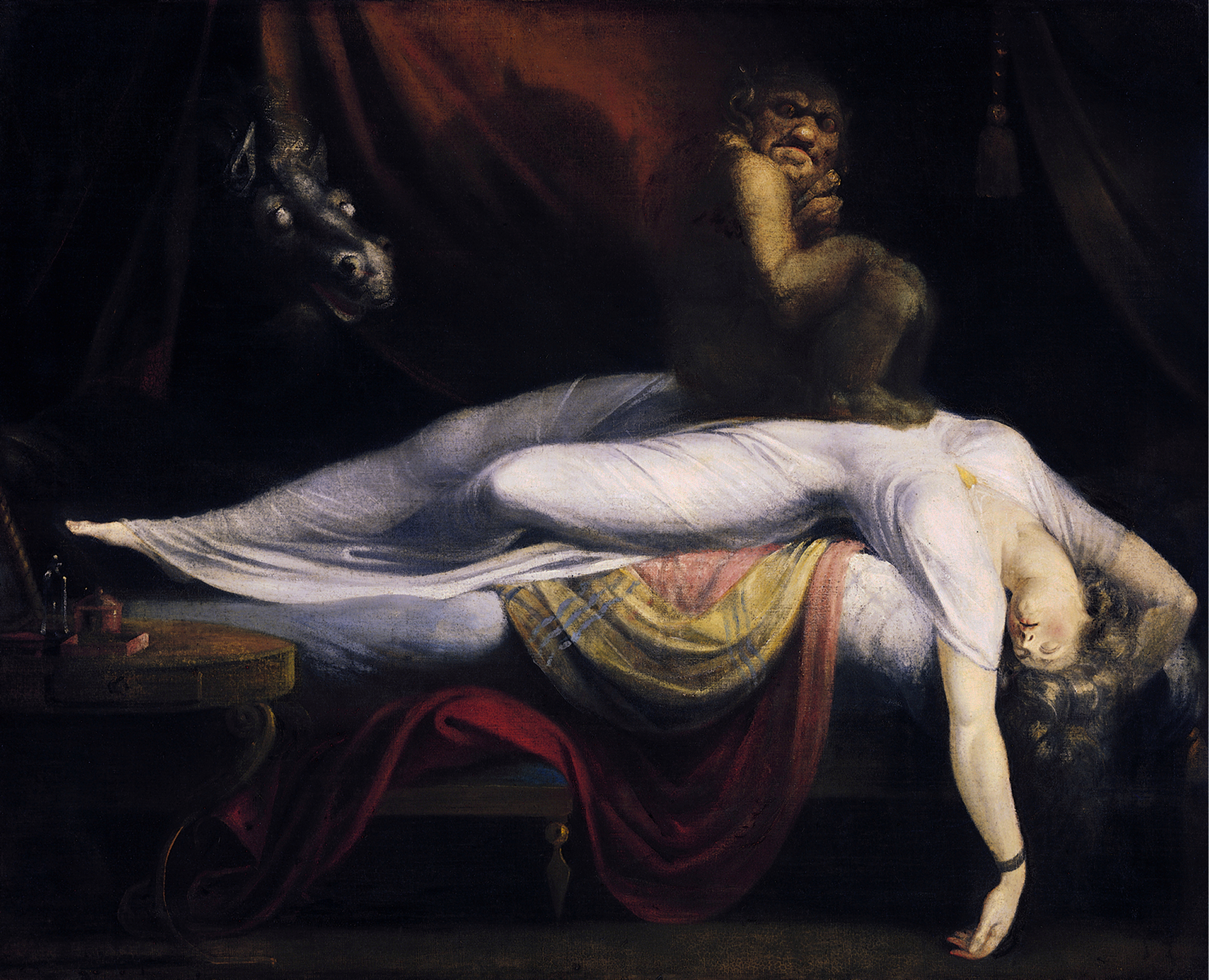
Le Cauchemar de Johann Heinrich Füssli.
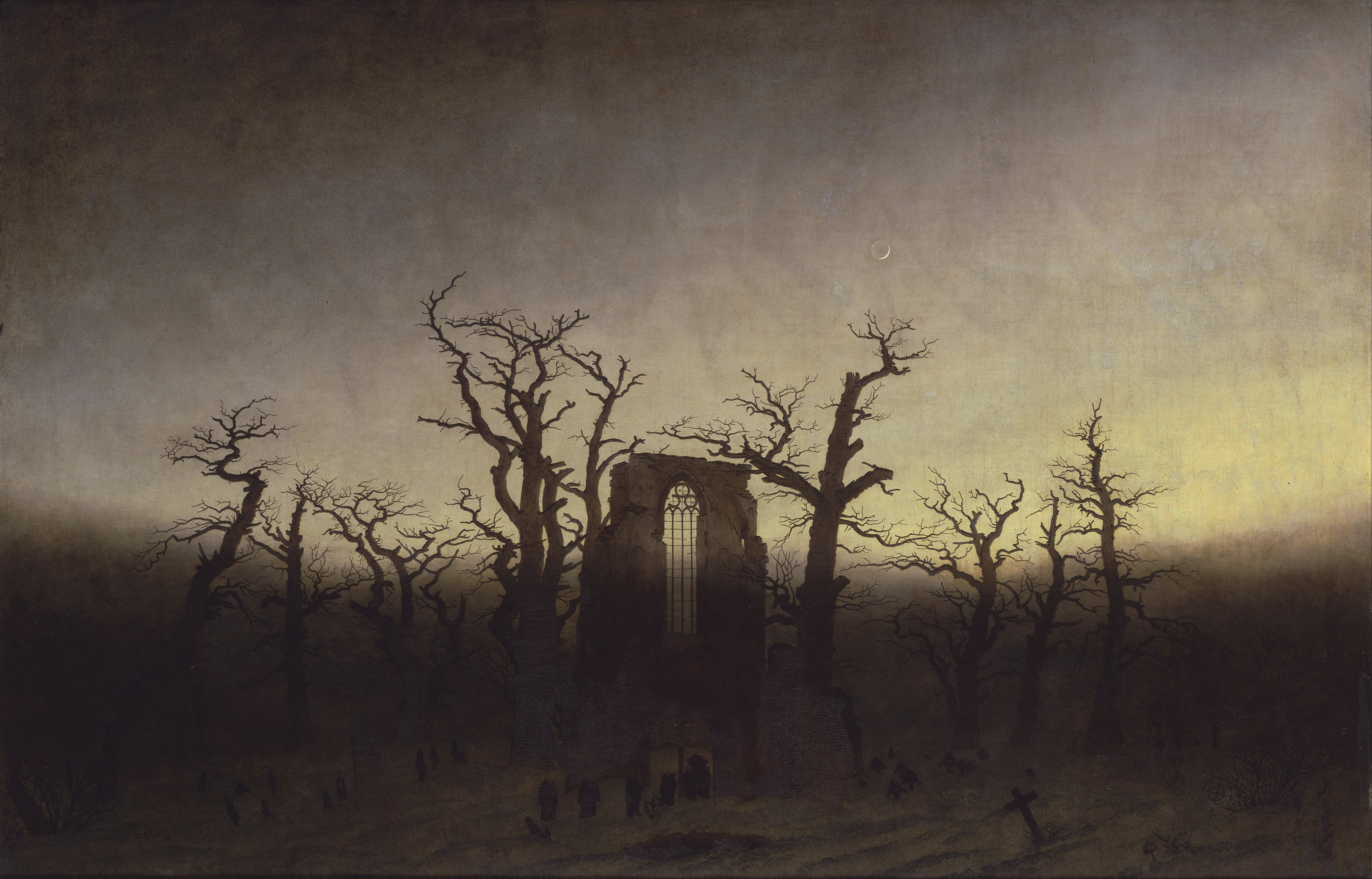
L'Abbaye dans une forêt de chênes de Caspar David Friedrich.
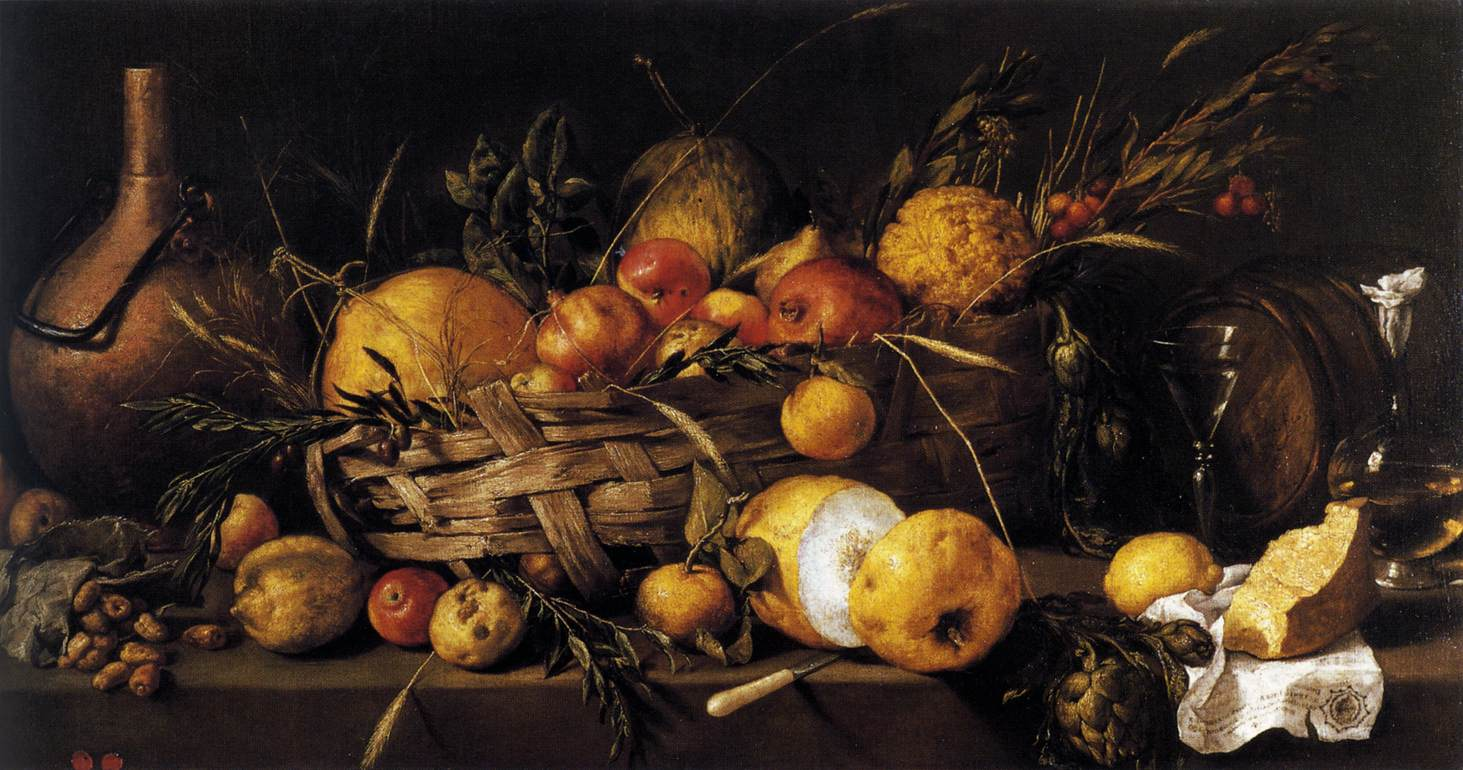
Nature morte aux fruits d'Antonio de Pereda.

### Musique
La bande originale du jeu a été composée par Arkadiusz Reikowski, elle est constituée de 16 morceaux. Certains d'entre eux ont fait l'objet d'une collaboration avec une autre artiste : Penelopa Wilmann-Szynalik (Main Theme et The End).

## Accueil

### Distinctions
- Best Indie Game 2016 - PC Guru Magazine
- Best Art Award 2016 - Pixel Heaven
- Best Horror Game 2016 - Windows Central
- Gamer's Voice Nominee - SXSW 2016
- Best Gameplay Nominee - Game Access 2016
- Game Village Nominee - GameDev Days Talinn 2016
- Indie Prize Nominee - Casual Connect Tel Aviv 2015

## Postérité
En octobre 2018, l'équipe Bloober a annoncé qu'une suite de Layers of Fear, intitulée Layers of Fear 2 et précédemment baptisée Project Méliès, serait publiée par Gun Media en 2019. 